# برادفورد دیلمن
برادفورد دیلمن (انگلیسی: Bradford Dillman؛ زادهٔ ۱۴ آوریل ۱۹۳۰) یک هنرپیشه، و افسر ارتش اهل ایالات متحده آمریکا است.
از فیلم‌ها یا برنامه‌های تلویزیونی که وی در آن نقش داشته‌است می‌توان به فرانسیس آسیزی، طلا، پیرانا، باگ، نوعی لبخند، مرد یخین می‌آید، ۹۹ و ۴۴/۱۰۰ مرده، بست، اربابان اعماق و ملفیستو والز اشاره کرد.